# Florence Muller

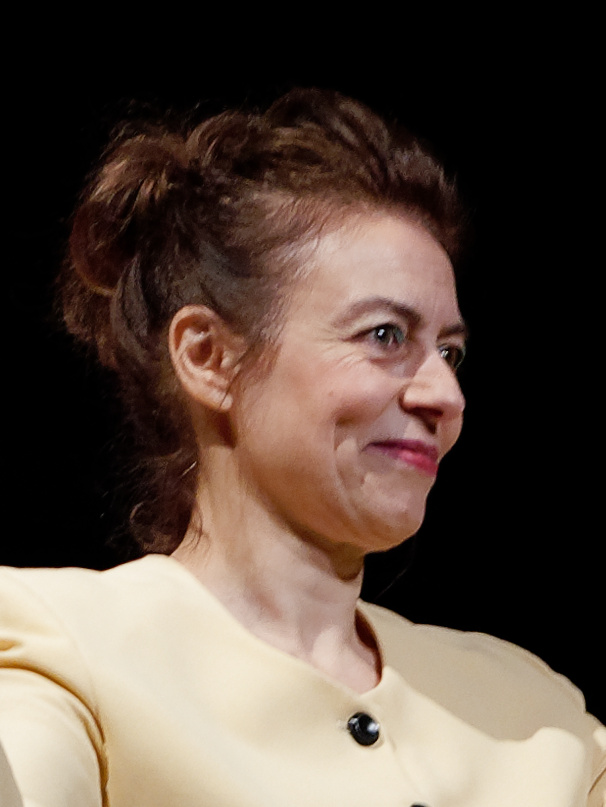
Florence Muller

Florence Muller (* 20. Jahrhundert) ist eine französische Theater- und Filmschauspielerin.

## Leben
Florence Muller absolvierte 1991 ihr Schauspiel-Studium am Conservatoire national supérieur d’art dramatique in Paris. Danach wurde sie als Theater- und Filmschauspielerin tätig. Ab den 2000er Jahren war sie mit einigen Tourneetheater-Produktionen in Frankreich unterwegs. 2008 spielte sie die Hauptrolle der „Lucie“ in der Filmkomödie Auf der Parkbank. Insgesamt wirkte sie in über 70 Film- und Fernsehproduktionen mit.

## Filmografie (Auswahl)
- 1990: Vincent und Theo (Vincent & Theo)
- 2000: L’Extraterrestre
- 2004: RRRrrrr!!!
- 2006: Paris, je t’aime (1. Episode)
- 2008: Auf der Parkbank (Bancs publics)
- 2010: Nachtblende (L’homme qui voulait vivre sa vie)
- 2013: Malavita – The Family (The Family)
- 2016: Lieber leben (Patients)
- 2017: Madame Aurora und der Duft von Frühling (Aurore)
- 2018: In sicheren Händen (Pupille)
- 2018: Champagner & Macarons – Ein unvergessliches Gartenfest (Place publique)
- 2019: Der geheime Roman des Monsieur Pick (Le mystère Henri Pick)
- 2020: Der doppelte Alfred (Les deux Alfred)
- 2022: Oussekine (Fernsehvierteiler)
- 2022: Annie colère
- 2023: So sind wir, so ist das Leben (Toni, en famille)
- 2024: Der Graf von Monte Christo (Le Comte de Monte-Cristo)
- 2024: Was uns verbindet (L'attachement)